# Oscaro
Oscaro é uma empresa de origem Francesa, dedicada à venda de peças e acessórios de automóveis novas e de origem através da Internet. A sede principal encontra-se em Paris e opera em Portugal através da sua filial PAOscaro.

## A história
A história começa em 2000, quando Pierre-Noël Luiggi, com um MBA em Ciências pela Po Paris, constata ser impossível encontrar um espelho retrovisor de reposição para o seu veículo. Alimentado por uma paixão dupla, mecânica e informática, sonha em democratizar a área automóvel e decide lançar a Oscaro.com em 2001. Nesta abordagem, ele é acompanhado por Veronica Campbell. O objetivo do projeto: facilitar o acesso aos produtos e informações que contribuem para a reparabilidade dos veículos.
Depois de três anos a convencer os fornecedores e a construir uma experiência de utilizador inovadora, o primeiro site mundial em vendas de peças automóveis abriu as portas em 2003. A Oscaro torna-se, assim, o primeiro a oferecer aos automobilistas a possibilidade de compra direta online de peças novas e originais fabricadas pelos principais OEMs. E estas a um preço médio de 50% abaixo dos preços cobrados pelos fabricantes de automóveis tradicionais nas suas próprias redes. 
2000: Pierre-Noël Luiggi, a origem do conceito, teve  a ideia de criar o primeiro site de vendas de peças automóveis do mundo. 
2001: A Oscaro é fundada por Pierre-Noël Luiggi e Veronica Campbell: é  o nascimento do livre direito de reparação.
2003: Lançamento do site beta Oscaro.com. A aventura começa para milhares de profissionais da reparação. 
2006: Lançamento do site Oscaro Recambios em Espanha. O Grupo possui agora uma dimensão internacional.
2010: O catálogo da empresa oferece 500 000 peças automóveis online para todas as marcas e todos os veículos.
2012: O Grupo Oscaro abre um laboratório de tecnologia nos EUA para preparar o futuro do e-commerce.
2014: Obtenção do prémio da "supply chain", através da implementação do seu transportador desenvolvido pelo conceito Boa, startup francesa da qual a Oscaro foi o primeiro parceiro.
2015: Lançamento da Oscaro na Bélgica.

2016: Criação da Team Oscaro. Inclui todas as equipas, atletas e eventos apoiados pela empresa. O objetivo? Identificar os futuros campeões, acompanhar o seu crescimento e ajudá-los a chegar ao topo. Esta é a essência da ação Oscaro vis-à-vis da sua Team.

2017: Lançamento da Oscaro em Portugal.  

## Atividade
O Grupo Oscaro.com é especialista na venda de peças automóveis novas e originais de fabricantes ou retalhistas no setor automóvel. O nome OSCARO foi criado através da adição de um O à palavra em inglês CAR (veículo) à frente e à atrás. Na sua criação, o seu fundador pretende fazer da marca Oscaro "o Google das peças automóveis."
Originalmente, o Grupo Oscaro não tem estoque de produtos vendidos, mas adquire aos grossistas para distribuir diretamente aos clientes.
Em junho de 2016, o catálogo apresenta 700 000 referências de peças, de 150 fournisseurs14. Mais de 20 000 encomendas são enviadas todos os dias.
Em 2017, a Oscaro está presente no mercado francês, espanhol, português, belga, e americano.

### Infraestruturas
Na sua criação, a empresa tem escritórios administrativos e de entrepostos em Gennevilliers, que também possui quase duas centenas de técnicos que aconselham os clientes.
Desde de 2016, o Grupo Oscaro opera um segundo entreposto 22 000m2 em Cergy-Pontoise.

### Patrocínio desportivo
Originário de Bastia, o fundador da empresa nos primeiros anos de atividades do Grupo Oscaro decidiu investir em vários clubes e associações desportivas da região. Desde, a empresa acompanha regularmente as equipas e os eventos desportivos:
- Sporting Club de Bastia
- CA Bastia
- Fortuneo-Oscaro (equipa de ciclismo profissional francês)[10]
- John Filippi (pilotos de corridas automotivas franceses)[11]
- 4L Trophy